# Орден Мигеля Ларрейнага
Национальный орден Мигеля Ларрейнага — государственная награда Никарагуа.

## История
Орден Мигеля Ларейнага был учреждён 16 сентября 1968 года президентом Анастасио Сомосой Дебайле в честь Мигеля Ларрейнага и предназначен для вознаграждения граждан Никарагуа или иностранцев за заслуги в области дипломатии и международных отношений.
Великим магистром ордена является президент Никарагуа. Орден был учреждён в шести классах:
- Большая цепь,
- Большой крест,
- гранд-офицер,
- командор,
- офицер,
- кавалер.

Вручение соответствующей степени зависит от служебного ранга награждаемого. Большая цепь вручается только президенту Никарагуа; Большой крест — главам других государств (в том числе бывшим), вице-президентам, государственным министрам и вице-министрам, послам, генерал-майорам и выше, директорам протокола.

## Описание
Знак ордена — пятиконечный крест с раздвоенными лучами белой эмали с каймой голубой эмали и золотыми бортиками. Между лучей штралы в виде семи разновеликих лучиков, расположенных пирамидально, при этом центральный с раздвоенным концом, остальные со скошенным. В центре креста круглый медальон красной эмали с широкой каймой белой эмали. В медальоне золотой погрудный портрет Мигеля Ларрейнага. На кайме золотыми буквами надпись: «ORDEN DE MIGUEL LARREYNAGA». Знак при помощи переходного круглого звена с изображением государственного герба в цветных эмалях крепится к орденской ленте.
Звезда ордена аналогична знаку, но большего размера. У звезды Большого креста лучи в углах креста золотые, а у звезды великого офицера — серебряные.
Цепь ордена состоит из 16 золотых звеньев в форме ажурного банта, и 4 золотых звеньев в форме заключённого в лавровый венок зелёной эмали круглого медальона белой и голубой эмали с изображением государственного герба Никарагуа. К центральному медальону подвешивается (без переходного звена) знак ордена. Звезда аналогична звезде Большого креста.
Диаметр знаков: Большой цепи, великого офицера и командора — 55 мм; Большого креста, офицера и кавалера — 45 мм. Диаметр переходного звена — 28 мм. Диаметр звезды — 70 мм.
Лента ордена шёлковая муаровая: Большого креста — шириной 100 мм из жёлтой и красной равновеликих полос, остальных степеней — шириной 30 мм красная. На ленту офицера крепится круглая розетка диаметром 15 мм из красной ленты.
Для повседневного ношения предусмотрены миниатюры: знак ордена диаметром 15 мм, подвешенный (без переходного звена) к ленте шириной 15 мм. При этом лента имеет различную расцветку по степеням: для Большого креста — две равновеликие полосы, жёлтая и красная; для великого офицера — красная лента с тремя жёлтыми полосками; для командора — красная лента с двумя жёлтыми полосками; для офицера — красная лента с одной жёлтой полоской; для кавалера — красная лента без полосок.
Миниатюра Большой цепи: знак ордена диаметром 15 мм, подвешенный к прямоугольной рамке, на которой две перекрещенных лавровых ветви зелёной эмали.
Вместо миниатюр также предусмотрены розетки.